# Municipio de Jackson (condado de Camden)
El municipio de Jackson (en inglés: Jackson Township) es un municipio ubicado en el condado de Camden en el estado estadounidense de Misuri. En el año 2010 tenía una población de 860 habitantes y una densidad poblacional de 5,87 personas por km².

## Geografía
El municipio de Jackson se encuentra ubicado en las coordenadas 38°1′4″N 92°32′38″O / 38.01778, -92.54389. Según la Oficina del Censo de los Estados Unidos, el municipio tiene una superficie total de 146.57 km², de la cual 143,75 km² corresponden a tierra firme y (1,92 %) 2,82 km² es agua.

## Demografía
Según el censo de 2010, había 860 personas residiendo en el municipio de Jackson. La densidad de población era de 5,87 hab./km². De los 860 habitantes, el municipio de Jackson estaba compuesto por el 95,58 % blancos, el 0,58 % eran amerindios, el 0,47 % eran de otras razas y el 3,37 % eran de una mezcla de razas. Del total de la población el 1,28 % eran hispanos o latinos de cualquier raza.